# Ototyphlonemertes martynovi
Ototyphlonemertes martynovi är en djurart som tillhör fylumet slemmaskar, och som beskrevs av Chernyshev 1993. Ototyphlonemertes martynovi ingår i släktet Ototyphlonemertes och familjen Ototyphlonemertidae. Inga underarter finns listade i Catalogue of Life.